# Dominion Hill
Der Dominion Hill ist ein rund 900 m hoher Hügel der Asgard Range im ostantarktischen Viktorialand. Er ragt im östlichen Teil des Noxon-Kliffs an der Nordflanke des Commonwealth-Gletschers auf, wo jener in das Taylor Valley hinabfließt.
Das New Zealand Geographic Board benannte ihn 1998 in Anlehnung an die Benennung des Commonwealth-Gletschers nach dem Dominion of Australia.